# Höpfingen
Höpfingen – miejscowość i gmina Niemczech, w kraju związkowym Badenia-Wirtembergia, w rejencji Karlsruhe, w regionie Rhein-Neckar, w powiecie Neckar-Odenwald, wchodzi w skład związku gmin Hardheim-Walldürn. Leży w Baulandzie, ok. 36 km na północny wschód od Mosbach, przy drodze krajowej B27 i linii kolejowej Hardheim–Osterburken.